# 马斯梅赫伦
马斯梅赫伦（荷蘭語：Maasmechelen，荷蘭語發音：[maːsˈmɛxələ(n)]）是比利时弗拉芒大區林堡省通厄倫區的一个市镇，位于马斯河畔，东与荷兰接壤，通行荷蘭語，是弗拉芒社群的一部分，面积76.85平方千米，人口38,193人（2018年1月1日）。

## 历史
1970年，市镇马斯河畔梅赫伦、艾斯登、菲赫特和奥普赫林比合并为市镇马斯梅赫伦，中心城镇为马斯河畔梅赫伦。1977年，市镇博尔瑟姆和艾克霍芬并入马斯梅赫伦。

## 交通
马斯梅赫伦直接位于连接比利时2号高速公路边上。该公路启于亚琛，通过錫塔德，在马斯梅赫伦穿越比利时和荷兰的边境，然后经过亨克通往安特卫普。
通过一条运河，马斯梅赫伦与欧洲内陆水道相连。
荷兰的马斯特里赫特-亚琛机场离马斯梅赫伦尽数千米远。

## 文化

### 旅游
市区内曾经有过一座1987年关闭的烟煤矿，矿山停工后马斯梅赫伦主要从事地区性的旅游，在过去的矿山区域里建有一座购物中心。另一个景点是市西的石楠荒原，里面有许多徒步和自行车道路。马斯河本身也是一个吸引许多人的景点，可以划船。由于内河船在这里使用一条平行的运河，马斯河本身保持了近自然的状态。除此以外矿山留下来的铁路今天也是一个旅游景点，在公园里供游客乘坐。

### 体育
帕特罗-艾斯登-马斯梅赫伦足球俱乐部是当地的足球俱乐部，现比赛于比利时第三级别联赛。

## 姐妹城市
- 斯洛維尼亞 什科菲亞洛卡[2]